# Nikolaevka (Mordovia)
Nikolaevka (in russo Николаевка?) è un insediamento operaio del distretto urbano di Saransk nella Repubblica di Mordovia, Russia.
Il villaggio si trova 7 km a sud di Saransk, sul fiume Insar.